# Xiulada a l'himne d'Espanya
La xiulada a l'himne d'Espanya és un acte de protesta sonor i col·lectiu que consisteix en xiular i esbroncar la Marxa Reial, himne d'Espanya. Es sol produir de manera espontània en esdeveniments esportius i sol coincidir amb la presència del Cap d'Estat, per la qual cosa es pot interpretar com una reivindicació antimonàrquica o de rebuig general a Espanya. La més popular és la tradicional xiulada a la final de la copa del rei de futbol, que és especialment sonora quan hi coincideixen el FC Barcelona i l'Athletic Club.
La primera xiulada històrica consta de 1925 al camp de les Corts (Barcelona), en un partit amistós disputat entre el Futbol Club Barcelona i el Club Esportiu Júpiter. Altres xiulades destacades són la de 1989 durant la inauguració de l'Estadi Olímpic de Montjuïc de Barcelona o la de 2009 a la final de la copa del rei de futbol, disputada entre el FC Barcelona i l'Athletic Club.
La xiulada més sonora de la qual hi ha constància fou la que es produí el 2015 al Camp Nou durant la final de la copa del rei de futbol, disputada entre el FC Barcelona i l'Athletic Club. En contra del que sol ser habitual, aquesta xiulada no fou espontània sinó que diverses organitzacions havien repartit abans 10.000 xiulets entre les afeccions culés i de San Mamés. L'esbroncada va arribar a 119 decibels durant els 48 segons que va durar la versió abreviada de l'himne d'Espanya.
Entre 2014 i 2018 tingueren lloc 5 xiulades consecutives a la final de la copa del rei de futbol, propiciades pel fet que el FC Barcelona havia aconseguit sempre ser finalista. Les esbroncades al monarca i a la Marxa Reial es produïren en un context polític marcat pel procés independentista català. Així mateix, en qüestió d'una dècada (de 2009 a 2018) es produïren un total de vuit xiulades a la final, fet pel qual aquesta reivindicació sonora es va convertir en un fet previsible i habitual, i els mitjans de comunicació ja parlaven amb naturalitat de "xiulada clàssica".
En altres competicions esportives com el bàsquet també s'han produït xiulades a l'himne. Una de les més notòries fou la de 2010 a la final de la copa del rei, disputada a Bilbao entre el FC Barcelona i el Reial Madrid. Aquesta xiulada fou seguida per la de 2013 a la final disputada a Vitòria entre el FC Barcelona i el València. Al juny del mateix any, la natació també vivia una xiulada, en ocasió de la inauguració a Barcelona del Campionat del Món de natació.

## Xiulada al Camp de les Corts (1925)
| FC Barcelona 3 | Estadi: Camp de les Corts Espectadors: 14.000 | Club Esportiu Júpiter 0 |
| -------------- | --------------------------------------------- | ----------------------- |

La primera xiulada històrica del Futbol Club Barcelona a l'himne d'Espanya va tenir lloc el 1925, en plena dictadura de Primo de Rivera. El FC Barcelona havia organitzat un partit amistós contra el Club Esportiu Júpiter en homenatge a l'Orfeó Català que es va jugar al Camp de les Corts.
La xiulada es va produir en un hostil context en el qual la dictadura de Primo de Rivera venia de suprimir definitivament la Mancomunitat de Catalunya i el català havia sigut vetat en actes oficials.
El 14 de juny de 1925 es va disputar el partit amistós al Camp de les Corts, que des de 1922 era l'estadi del FC Barcelona. El Barça acabava de guanyar la copa del Rei i el Campionat de Catalunya, i el CE Júpiter s'havia proclamat guanyador del Campionat d'Espanya de Segona Categoria (equivalent a la lliga de 2a divisió actual). Per amenitzar la festa es va invitar a l'orquestra d'un destacament de la marina anglesa, el vaixell del qual havia atracat al port de Barcelona feia uns dies. Abans de començar el partit la banda va interpretar l'himne d'Espanya, la Marxa Reial, i la gran majoria dels 12.000 espectadors de l'estadi van respondre amb una xiulada monumental. En canvi, quan seguidament l'orquestra va tocar l'himne britànic, God Save the Queen, el públic sí que va aplaudir calorosament.
Indignats pels fets, Emilio Barrera, Capità general de Catalunya, i Joaquim Milans del Bosch, es van reunir immediatament per iniciar represàlies contra els responsables. El resultat fou la prohibició de les activitats de l'Orfeó Català durant diversos mesos i la clausura del Camp de les Corts. Les sancions contra el club no es van aixecar fins a 6 mesos després i Joan Gamper, fundador i president del Futbol Club Barcelona, fou obligat a dimitir del seu càrrec i a abandonar el país, havent-se d'exiliar temporalment a Suïssa. La seva salut va empitjorar notablement a partir d'aleshores i, malgrat que va poder retornar uns mesos més tard, les autoritats li van prohibir tota mena de vincle amb el club. Va morir poc temps més tard.

## Xiulades històriques a la Copa del Rei de futbol

### Xiulada a Mestalla (2009)
| Athletic Club 1 | Final de la Copa del Rei de 2009 Estadi: Mestalla Duració de la xiulada: 50 s. | FC Barcelona 4 |
| --------------- | ------------------------------------------------------------------------------ | -------------- |

El 13 de maig de 2009 el FC Barcelona i l'Athletic Club es van disputar la final de la Copa del Rei en un partit que va tenir lloc a l'estadi de Mestalla (València). Els dos clubs amb més trofeus de la Copa (aleshores amb 24 títols el Barça i 23 l'Athletic) coincidien de nou a la final després de 25 anys (el darrer encontre havia sigut el 1984).
Context històric
Els ànims es trobaven encesos per part de catalans i bascos i tot feia preveure una gran xiulada a l'himne d'Espanya i al rei Joan Carles I. A Catalunya, des de feia uns anys la Plataforma Pro Seleccions Esportives Catalanes organitzava partits amistosos amb altres seleccions, grups antimonàrquics havien portat a terme diverses cremes de fotos del rei, la plataforma Deu Mil a Brussel·les s'havia manifestat recentment a Brussel·les per demanar un referèndum d'autodeterminació i a Arenys de Munt s'estava gestant la primera consulta sobre la independència de Catalunya, pionera del Procés independentista català.
La xiulada

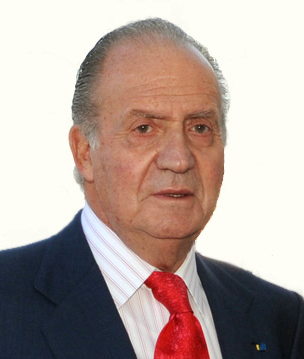
El rei Joan Carles I va encaixar fortes xiulades a Mestalla els anys 2009, 2011 i 2014.

Com d'habitud, l'himne d'Espanya va sonar abans de l'inici del partit, després que el rei Joan Carles I hagués fet acte de presència a la tribuna. Tant l'afició culer com la de San Mames van manifestar la disconformitat amb l'himne amb una gran xiulada conjunta que es va prolongar durant 50 llargs segons. No obstant, la sorollosa xiulada només es va sentir a l'estadi de Mestalla, ja que Televisió Espanyola va censurar l'emissió en directe.
Durant l'esbroncada del públic, la Joventut Nacionalista de Catalunya, en col·laboració amb les joventuts del Bloc Nacionalista Valencià i les del Partit Nacionalista Basc, van desplegar una gran pancarta ubicada a la zona de seguidors culers amb el lema "We are nations of Europe. Good bye Spain", amb una foto de Zapatero i Rajoy a la part baixa. Abans, també havien intentat repartir 5.000 banderoles amb la frase "Catalonia is not Spain", que no obstant la policia espanyola va acabar requisant.
La querella
La fundació Defensa de la Nación Española (Denaes) va interposar una querella contra el col·lectiu Catalunya Acció i la plataforma pro seleccions basques Esait, a qui responsabilitzava d'haver organitzat la xiulada, i a les quals acusava d'injúries al rei, apologia de l'odi nacional i ultratges a Espanya. No obstant, el jutge de l'Audiència Nacional Santiago Pedraz va dictaminar que la protesta, juntament amb les pancartes, estaven emparades per la llibertat d'expressió i no podien considerar-se difamatòries, injurioses o calumnioses. Segons la resolució, els col·lectius acusats no propugnaven «l'odi nacional o l'ultratje a la nació», per la qual cosa no van merèixer cap punició penal.
La censura de TVE
Televisió Espanyola, que retransmetia el partit en directe, va decidir tallar el moment en el qual el rei Joan Carles I i Sofia de Grècia entraven a la tribuna, instant en el qual les afeccions del Barça i Athletic van iniciar la xiulada. En comptes de mostrar l'estadi, TVE va connectar primer amb Bilbao per mostrar l'ambient de la ciutat, i tot seguit amb Barcelona, per mostrar com els aficionats culers vivien la final. Durant la mitja part, Juan Carlos Rivero, locutor de TVE, es va disculpar per no haver retransmès l'himne, atribuint-ho a un «error humà», i TVE va reproduir una gravació censurada en la qual s'havia eliminat la gran xiulada. No obstant, en aquesta retransmissió en diferit, les càmeres enfocaven en un primer pla als jugadors, mostrant també una minoria del públic que no havia participat en la xiulada general.
Abans d'acabar el partit, Televisió Espanyola va emetre un comunicat en el qual es disculpava i afirmava que «per un error humà l'himne nacional no es va oferir en directe abans del començament del partit de Mestalla entre el Barcelona i l'Athletic. Aquest error es va intentar reparar emetent-lo íntegrament en el descans. La direcció de TVE demana disculpes per aquest fet».
La censura va provocar un gran escàndol i el director de Televisió Espanyola Javier Pons, que es va veure obligat a fer una roda de premsa per donar una versió sobre els fets, va haver de destituir el director d'esports, Julián Reyes, per considerar-lo responsable «de la no emissió de l'himne nacional en directe, en contra de les indicacions que expressament se li habien transmès». També, va anunciar l'obertura d'una investigació per depurar responsabilitats i va titllar la censura d'«error gravíssim, d'extraordinària importància».
La xiulada, en canvi, sí que va poder ser escoltada per TV3, que també retransmetia el partit en directe a Catalunya. Els comentaristes van afirmar que «hi ha tan ambient que no hem pogut escoltar l'himne».

### Xiulada a Mestalla (2011)
| FC Barcelona 0 | Final de la Copa del Rei de 2011 Estadi: Mestalla | Reial Madrid CF 1 |
| -------------- | ------------------------------------------------- | ----------------- |

El 2011, dos anys després de la gran polèmica generada entorn de la xiulada a l'himne a la final contra l'Athletic Club, el FC Barcelona arribava de nou a la final. Els fets de Mestalla eren encara molt presents i hi havia una gran expectativa per veure si els culers repetirien la xiulada.
La final, en aquesta ocasió contra el Reial Madrid, va tenir lloc el 20 d'abril de 2011 i es va disputar novament a Mestalla (València).
La Reial Federació Espanyola de Futbol (RFEF) va encetar una nova polèmica a l'anunciar la seva intenció de fer sonar l'himne a 120 decibels per tal d'evitar una xiulada com la del 2009. La reacció no es va fer esperar i Santiago Espot, de Solidaritat Catalana per la Independència (SI), va instar l'afició culer a protagonitzar una nova xiulada contra la voluntat de la RFEF. Espot va advertir així mateix a Rita Barberà, alcaldessa de València, que denunciaria a l'ajuntament per incompliment de la normativa sobre contaminació acústica si feia sonar l'himne a aquell nivell, acusant la RFEF de pretendre fer entrar l'himne espanyol «a base de sang». Segons Espot la mesura li semblava «una imposició barroera, pròpia de ments malaltisses i desagradables, un atemptat contra la salut pública que posarà en risc els tímpans» dels assistents.
Per altra banda, la Joventut Nacionalista de Catalunya va afegir més llenya al foc al declarar que tornava estar disposada a fer sentir la reivindicació nacionalista a la final de la copa del Rei, tal com ja ho havia fet el 2009 desplegant pancartes i repartint milers de banderes amb el lema "Catalonia is not Spain", campanya que volia rellançar.
Finalment, els aficionats del Barça van xiular l'himne, tal com era d'esperar, mentre que l'afició del Reial Madrid va corejar la música durant la interpretació de l'himne nacional per la megafonia de Mestalla. La xiulada no fou tan forta com la de 2009, però tot i que es van acabar utilitzant 120 decibels de potència per la megafonia, la xiulada es va fer sentir en segon pla.

### Xiulada al Vicente Calderón (2012)
| Athletic Club 0 | Final de la Copa del Rei de 2012 Estadi: Calderón Duració de la xiulada: 27 s. | FC Barcelona 3 |
| --------------- | ------------------------------------------------------------------------------ | -------------- |

A l'edició de 2011-12, de nou el FC Barcelona i l'Athletic Club es van classificar per jugar la final de la Copa del rei, repetint-se així el mateix escenari que tres anys abans, el qual havia donat fruit a una xiulada històrica contra la Marxa Reial i Joan Carles I. A més, aquest nou encontre comptava amb l'al·licient addicional que la final es jugava a Madrid.
El partit es va celebra el 25 de maig, amb una nova victòria del Barça, que es va imposar amb un clar marcador de 0-3. A banda del partit, però, els ànims s'havien escalfat molt abans per la previsible nova xiulada que es viuria aquest cop a les grades del Vicente Calderón contra l'himne i el príncep Felip, que acudia a la final en substitució del seu pare. Joan Carles I, a causa d'un accident sofert durant una caça d'elefants uns mesos abans a Botswana, ja havia anunciat que no podia acudir a la final. L'editorial del diari El Mundo va demanar al príncep Felip que no anés al Calderón a la promoció de la xiulada que s'estava gestant.
Polèmica prèvia

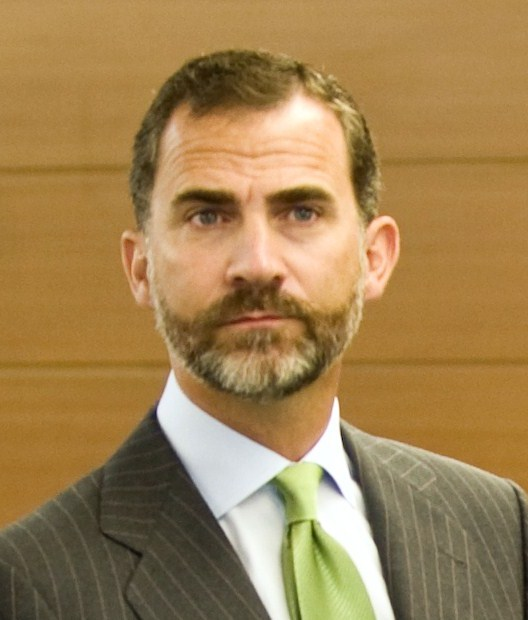
El príncep Felip fou fortament escridassat al Calderón el 2012.

El dilluns 21 de maig, quatre dies abans de la final, les tres plataformes en pro de seleccions nacionals a Catalunya, País Basc i Galícia van acudir al Congrés dels Diputats invitats per Amaiur i van fer una crida als milers de seguidors del FC Barcelona i l'Athletic Club a assistir a la final de Madrid, demanant que «reivindiquin amb banderes, camisetes, tota mena de simbologia i com cadascú millor entengui» les seleccions catalanes i basques, explicitant que «també quan a l'estadi es posin himnes», en referència a la Marxa Reial.
Les associacions pro-seleccions, van comptar amb el suport de CiU, ERC, ICV i BNG, a més dels 12 diputats d'Amaiur. A la sala Clara Campoamor del Congrés, es van projectar fotografies reivindicatives preses a diferents estadis de futbol, amb pancartes amb lemes com "Catalonia is not Spain". Francesc Serra, de la Plataforma ProSeleccions, va demanar a les aficions del Barça i l'Athletic que fessin ben visible a Madrid «que al partit hi ha dues nacions representades» i que convertissin la final en «un dia d'afirmació nacional». Així mateix, la plataforma basca Esait, demanava a la seva pàgina web «una crida per fer la reivindicació més sonora possible durant tot el partit, especialment mentre soni l'himne d'aquells que ens neguen l'oficialitat [de les seleccions]».
L'endemà, Esperanza Aguirre, presidenta de la Comunitat de Madrid, va desencadenar un remolí polític al declarar en una entrevista a la cadena Onda Cero que el partit «s'ha de suspende i celebrar-se a porta tancada a un altre lloc» en cas de reproduir-se els fets de Mestalla tres anys abans, referint-se a la gran xiulada a l'himne d'Espanya. Aguirre justificava aquesta dràstica mesura al·legant que «els ultratges a la bandera o a l'himne són delicte en el Còdi Penal [i] no s'han de consentir», contradint així la resolució del jutge Santiago Pedraz, que tres anys abans havia arxivat la demanda de Denaes contra la xiulada a Mestalla apel·lant a la llibertat d'expressió.
Les declaracions d'Esperanza Aguirre van ser rebutjades per tots els partits de l'oposició i fins i tot fou desautoritzada pel seu propi partit. Antonio Basagoitio, líder del PP del País Basc, va defensar el dret dels aficionats barcelonistes i bilbaïns a poder veure el partit, afegint que també «hauria de suspendre's la final de Bucarest, on es van veure banderes amb l'àguila, les banderes amb pollastres que no són ni constitucionals ni democràtiques», en referència a la recent final de la Lligua Europea entre l'Atlètic de Madrid i l'Athletic a Bucarest, en la qual els aficionats de l'Atlético havien mostrat banderes franquistes. Afegint-se a les crítiques, Idoia Mendia, portaveu del Govern Basc, va qualificar les paraules d'Aguirre de lamentables i Oriol Junqueras, president d'ERC, va comentar que «hi ha partits amb molts irresponsables, il·luminats i tarats que es dediquen a fer declaracions inversemblants en comptes de preocupar-se pels aturats. A Aguirre la posaria en un capítol pitjor». Josep Sánchez i Llibre, diputat de CiU va simplement comentar que «jo, segons quines tonteries, no les contesto», i ICV va acusar Aguirre de només pretendre «desviar l'atenció sobre la corrupció de Bankia».
Santiago Espot, de Catalunya Acció, va reaccionar a les declaracions d'Aguirre qualificant-la de «totalitària» i comparant-la amb Primo de Rivera, afegint que «gairebé 100 anys després» volia actuar de la mateixa manera, en referència a la monumental xiulada al Camp de les Corts del 1925. Després de les paraules d'Aguirre, l'associació Catalunya Acció es va reafirmar en la seva voluntat de promocionar una reedició de la xiulada a l'himne viscuda a Mestalla. L'associació Denaes, per altra banca, va respondre anunciant que presentaria una nova querella contra les persones que estaven orquestrant i impulsant la nova xiulada a l'himne nacional, tal com ja ho havia fet el 2009.
Finalment, a causa de tota la polèmica que ella mateixa havia generat, Esperanza Aguirre va acabar declinant de fer acte de presència a la final. La seva baixa es va sumar la remarcable llista d'absents que no volien ser testimonis de la previsible xiulada. Entre les baixes destacaven el president del govern Rajoy, el secretari general del PSOE, Alfredo Pérez Rubalcaba, i el mateix monarca per convalescència.
La xiulada
Bernat Soler, en retransmissió en directe per TV3 des del Vicente Calderón, va destacar que la cridòria fou «monumental». L'himne va durar 27 segons i de nou es va generar una polèmica perquè Televisió Espanyola va apujar el volum de la marxa Reial per silenciar els xiulets, els quals es van poder sentir molt millor a TV3. A les ràdios, en canvi, es va poder apreciar molt bé la xiulada al captar millor el so ambient i sense retocs.

### Xiulada al Camp Nou (2015)
| Athletic Club 1 | Final de la Copa del Rei de 2015 Estadi: Camp Nou Data: 30 de maig de 2015 Duració de la xiulada: 48 s. Decibels: 119 | FC Barcelona 3 |
| --------------- | --- | -------------- |

El 2015 el FC Barcelona i l'Athletic Club van arribar de nou a la final de la Copa del Rei. Des del 2009, era el tercer cop en 7 anys que ambdós equips es disputaven el trofeu del torneig, un fet ben inusual tenint en compte que, malgrat tractar-se dels dos equips amb més copes (fins aleshores 26 pel Barça i 23 per l'Athletic), al llarg de la història del campionat els dos clubs només havien coincidit a la final en 4 ocasions: el 1920 (FC Barcelona 2, Athletic 0), el 1932 (Athletic 1, FC Barcelona 0), el 1953 (FC Barcelona 2, Athletic 1) i el 1984 (Athletic 1, FC Barcelona 0). En aquest tercer encontre el FC Barcelona també es va imposar al marcador, fent-ho clarament amb un 3 a 1, i ampliant així la diferència entre el palmarès d'ambdós equips.
Després de les grans xiulades del 2009 a Mestalla i el 2012 al Vicente Calderón, tothom donava per fet que en aquesta ocasió l'esbroncada contra l'himne i el rei es repetirien, tenint en compte a més que aquest cop la final es jugava al Camp Nou. En efecte, la xiulada no només va tenir lloc sinó que a més fou la més sonora de la història gràcies als 10.000 xiulets que diverses organitzacions havien repartit prèviament als afores del Camp Nou. La xiulada tenia un gran valor simbòlic pel fet de tenir lloc 90 anys després de la primera xiulada històrica del FC Barcelona a l'himne espanyol, el 1925 al camp de les Corts. També, fou la primera xiulada que va encaixar Felip VI com a rei, encara que com a príncep ja havia viscut la xiulada de 2012 al Calderón.
La polèmica sobre la possible xiulada, havia començat uns dies abans, quan, Miguel Cardenal, president del consell superior de l'esport (CSD), havia amenaçat amb la imposició de sancions en cas que es produís una xiulada contra l'himne d'Espanya i el rei. També, la comissió antiviolència havia avisat als dos equips de les conseqüències.
Ada Colau (Barcelona en Comú), que venia de guanyar les eleccions municipals i es perfilava com la pròxima alcaldessa de Barcelona, va replicar a les manifestacions del CSD, amb una reflexió pels polítics i les persones que se sentissin molestos per una possible xiulada a l'himne espanyol, els quals «haurien de preocupar-se per les causes per les quals en produeixen aquestes protestes», i es va posicionar explícitament «a favor de la llibertat d'expressió mentre sigui de forma pacífica», afegint que «és essencial per la democràcia».
Tot i les amenaces de sanció i represàlies, els seguidors del Barça i l'Athletic van acabar xiulant massivament l'himne espanyol.
La xiulada

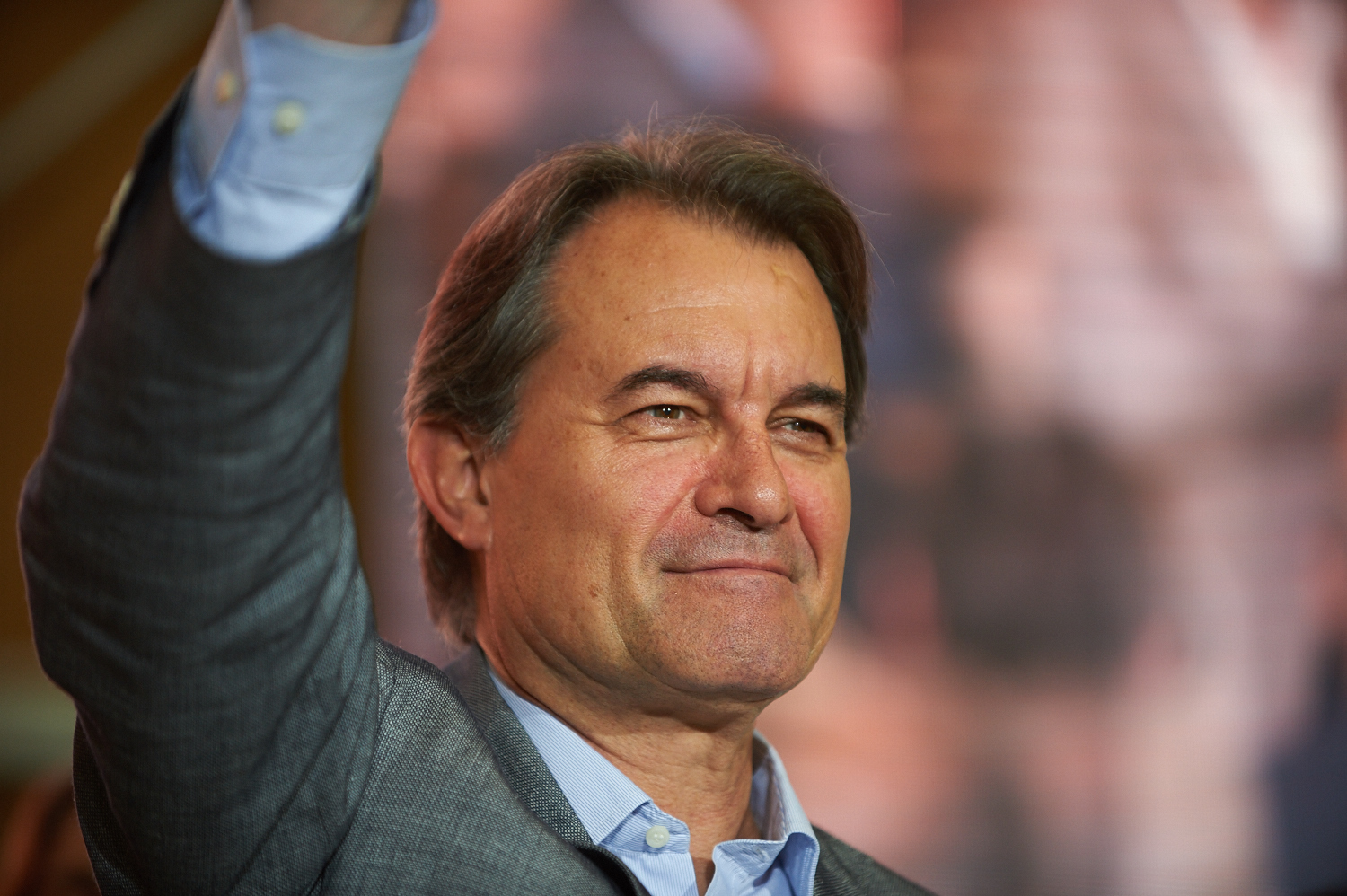
El president Artur Mas, criticat per la premsa espanyola per la seva expressió sorneguera durant la xiulada de 2015.

Les aficions del Barça i de l'Athletic van mostrar la seva aversió a l'himne espanyol amb una monumental xiulada que els mitjans de comunicació van qualificar d'«eixordadora» i d'haver deixat pràcticament en silenci els acords de la marxa Reial. Malgrat que els altaveus de l'estadi estaven al seu màxim volum, no hi va haver res a fer, al Camp Nou no es va poder escoltar l'himne per l'ensordidor volum dels xiulets, que van assolir els 119 decibels. La gran esbroncada del públic, proveït amb 15.000 xiulets, va tenir una durada d'un minut i, a més, es van sentir cants i consignes independentistes, que no va deixar escoltar la versió de la marxa Reial, de només 48 segons de durada. L'himne s'havia reduït per a l'ocasió, tal com es venia fent darrerament per tal de no deixar allargar les habituals xiulades. Els mitjans de comunicació van coincidir en reconèixer que s'havia tractar de la major xiulada registrada en les darreres finals, superant fins i tot a la històrica xiulada de Mestalla el 2009 i la del Vicente Calderón el 2012.
A part de la xiulada, es va aixecar també una altra polèmica per la presumpta expressió facial del president Artur Mas, que alguns mitjans van interpretar com un lleuger somriure quan va començar la gran esbroncada. L'expressió sorneguera del seu rostre, va contrastar amb el posat seriós de Felip VI i el d'Ángel María Villar, president de la Reial Federació Espanyola de Futbol, el qual El Periódico fins i tot va titllar de posat «de funeral».
Poc després, al minut 17 i 14 segons, el públic també va a portar a terme una altra tradicional esbroncada, per demanar la independència de Catalunya. El fet de reivindicar la llibertat en el minut i els segons que coincideixen amb l'any de la Guerra de Successió, era un fet que venia sent habitual al Camp Nou des de feia anys.
La querella

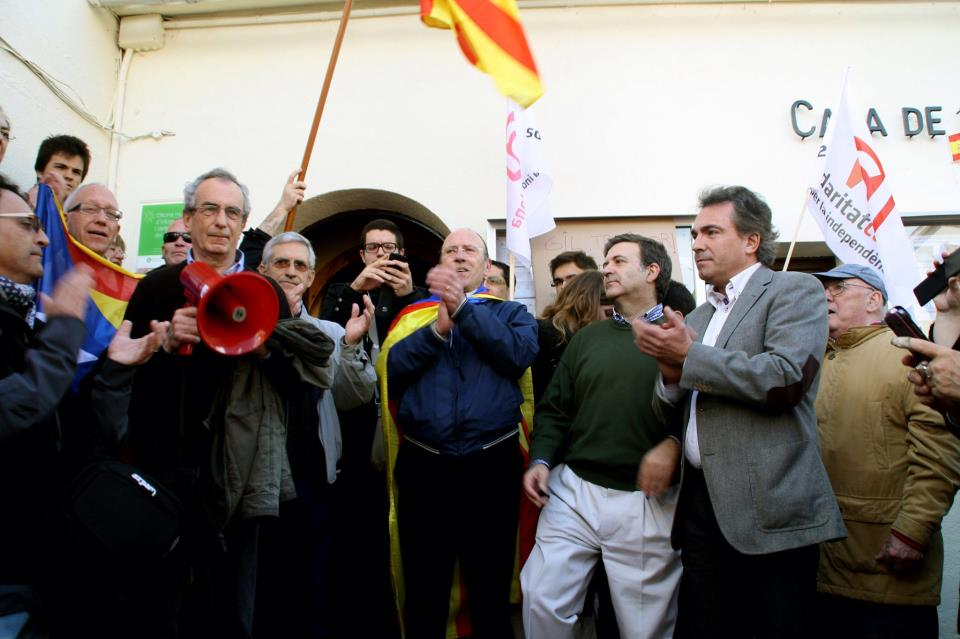
Santiago Espot (a la dreta), promotor de diverses xiulades.

Immediatament després de la xiulada, el col·lectiu Manos Limpias va interposar una denúncia contra totes aquelles institucions a les quals responsabilitzava dels fets. Les entitats denunciades foren els clubs Barça i Athletic, i les entitats Sobirania i Progrés, CADCI, Fundació President Macià, Societat Catalana de Lliure Opinió, Catalunya Acció, Plataforma pel Dret a Decidir, International Comission of European Citizens, Ara o Mai, Catalunya Diu Prou, Casal per la Llibertat i la Independència de Catalunya, Moviment de Cultura Popular "El Sotrac" i Units per Declarar la Independència de Catalunya. Així mateix, la Comissió Antiviolència, va proposar multes de 123.000 euros a la Reial Federació Espanyola de Futbol, com a organitzadora de la final.
Davant la querella, la fiscalia va decidir presentar recurs a l'Audiència Nacional, malgrat que els mateixos fets ja havien quedat arxivats el 2009, quan ni l'Audiència ni la mateixa fiscalia no havien tipificat la xiulada d'aleshores de delicte. Malgrat tot, en aquesta ocasió l'Audiència Nacional sí que va ordenar una investigació dels fets, al considerar que la xiulada no era comparable a la de 2009 per l'ambient institucional que s'estava vivint a Catalunya, referint-se al procés independentista català. La sala afirmà que no es podia «acceptar la vexació als símbols de la nació espanyola com ho són el seu himne i cap d'estat». I afegia que la xiulada havia estat organitzada, ressaltant «que l'himne nacional es va fer inaudible que és tant com si no s'hagués executat». Addicionalment, i contradint l'opinió dels col·lectius que havien promogut la xiulada, l'Audiència va afirmar que l'himne espanyol no es tractava de cap "melodia musical" sinó d'un símbol i emblema de la nació espanyola. Per tots aquests motius, l'Audiència va ordenar al jutge Fernando Andreu reobrir la investigació per possible delicte d'ultratge a Espanya, al relacionar la xiulada amb el procés. En el moment de la decisió, es donava el curiós cas que Miguel Bernand, president de Manos Limpias i autor de la querella, havia sigut empresonat per extorsió a bancs, institucions i persones amb la presentació de querelles i la seva retirada a canvi de diners.
Finalment, la querella fou novament arxivada. En una interlocutòria, el magistrat Fernando Andreu argumentà que els presumptes delictes «comesos en ocasió de l'exercici dels drets fonamentals i les llibertats públiques garantits per la Constitució i d'ultratge a Espanya» no poden ser imputats a persones jurídiques «ni tan sols forçant la màquina interpretativa al màxim».

### Xiulada al Vicente Calderón (2016)
| FC Barcelona 2 | Final de la Copa del Rei de 2016 Estadi: Estadi Vicente Calderón Data: 22 de maig de 2016 Decibels: 94 | Sevilla Fútbol Club 0 |
| -------------- | --- | --------------------- |

Polèmica prèvia

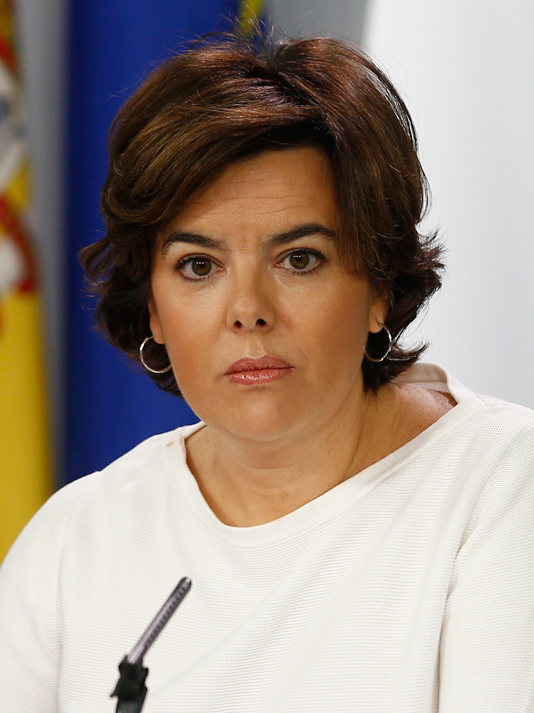
La vicepresidenta del govern, Sáenz de Santamaría, partidària de prohibir la inevitable xiulada de 2016.

Dies abans de la celebració de la final, la Delegada del Govern a Madrid, Concepción Dancausa, va anunciar que quedava prohibida la presència d'estelades al Calderón, argumentant que el futbol no ha de «ser un escenari de lluita política». Segons la delegada, la prohibició es justificava per l'aplicació de l'article 2.1 de la Llei de l'esport, la qual prohibeix «l'exhibició […] de pancartes, símbols, emblemes o llegendes que, pel seu contingut […] fomentin o ajudin a la realització de comportaments violents o terroristes, o constitueixin un acte de manifest menyspreu a les persones participants en l'espectacle esportiu".
La decisió va generar un gran rebombori polític que va dividir al mateix govern de Madrid. Mentre que la vicepresidenta del govern, Soraya Sáenz de Santamaría, afirmava que la prohibició responia a «criteris tècnics i no polítics», el ministre d'exteriors, José Manuel García-Margallo, la desautoritzava des de Brussel·les afirmant justament el contrari, i dient que la prohibició és «molt més una qüestió política que una qüestió tècnica».
La polèmica entorn de la prohibició va acabar als jutjats de Madrid amb un recurs presentat per l'associació d'advocats Drets. Finalment, el jutjat contenciós-administratiu nr. 11 de Madrid deixar sense efecte la prohibició de la Delegada del Govern de Madrid, permetent la presència d'estelades a l'estadi. La resolució especificava que «en cap cas ha resultat provat […] que l'exhibició de l'estelada pugui incitar a la violència, racisme, xenofòbia o qualsevol altra forma de discriminació que atempti contra la dignitat humana».
El resultat final de l'estèril prohibició fou que va només contribuir a escalfar els ànims i al Calderón hi va haver més estelades que d'habitud.
La xiulada
La xiulada al Calderón no fou tan rotunda com la viscuda al Camp Nou el 2015, que havia arribat als 119 decibels i és considerada la més sonora de la història. Mig estadi, el format per l'afició culé, va xiular i esbroncar la Marxa Reial, mentre que l'altre meitat va guardar silenci o cantar «lo, lo, lo, lo». De totes maneres, diversos mitjans coincidien a reconèixer que sempre s'escolten més els xiulets, i que la xiulada de l'afecció culé fou més forta que els càntics de l'afecció rival.
L'himne espanyol va durar 40 segons i la xiulada va arribar als 94 decibels, segons uns estudi fet pel diari esportiu As. És a dir, la xiulada es va quedar 25 decibels per sota de la del Camp Nou l'any anterior. A més de la xiulada a l'himne al minut 17 i 14 segons, com d'habitud, l'afecció culé es va fer sentir de nou amb forts crits d'independència.

### Xiulada al Vicente Calderón (2017)
| FC Barcelona 3 | Final de la Copa del Rei de 2017 Estadi: Estadi Vicente Calderón Data: 27 de maig de 2017 | Deportivo Alavés 1 |
| -------------- | ----------------------------------------------------------------------------------------- | ------------------ |

El 2017, per tercer any consecutiu, hi va haver xiulada a la final de la Copa del Rei. Fou també la tercera xiulada consecutiva que encaixava el rei Felip VI des de l'inici del seu regnat el juny de 2014. Després de les grans xiulades del 2009, 2012 i les tres xiulades consecutives de 2015-2017, ja era un fet que la majoria dels mitjans de comunicació parlessin amb naturalitat de "clàssic" al referir-se a la xiulada.
A part de l'habitual xiulada, també es va repetir polèmica a causa de la nova confiscació d'estelades per part de la policia nacional.

### Xiulada al Wanda Metropolitano (2018)
| Sevilla Fútbol Club 0 | Final de la Copa del Rei de 2018 Estadi: Wanda Metropolitano Data: 21 d'abril de 2018 | FC Barcelona 5 |
| --------------------- | ------------------------------------------------------------------------------------- | -------------- |

El 2018 el Barça es va plantar a la final de la copa del rei per cinquena vegada consecutiva. Aquesta gesta representava un rècord per si mateix, ja que era el primer equip en aconseguir-ho. A més, el Barça es va imposar clarament amb un 5 a 0 contra el Sevilla, establint així un nou rècord per a l'equip blaugrana, que igualava les quatre copes consecutives guanyades prèviament pel Madrid CF (1905-1908) i l'Athletic Club (1930-1933).
Per cinquena vegada consecutiva tingué lloc també una gran xiulada contra l'himne d'Espanya i contra el rei. L'esbrocada a l'himne s'havia convertit ja en tot un clàssic i es donava per fet que es repetiria a causa de la convulsa situació política a Catalunya, amb el govern intervingut sota l'aplicació de l'article 155 i el govern de Puigdemont empresonat o a l'exili.
Polèmica prèvia

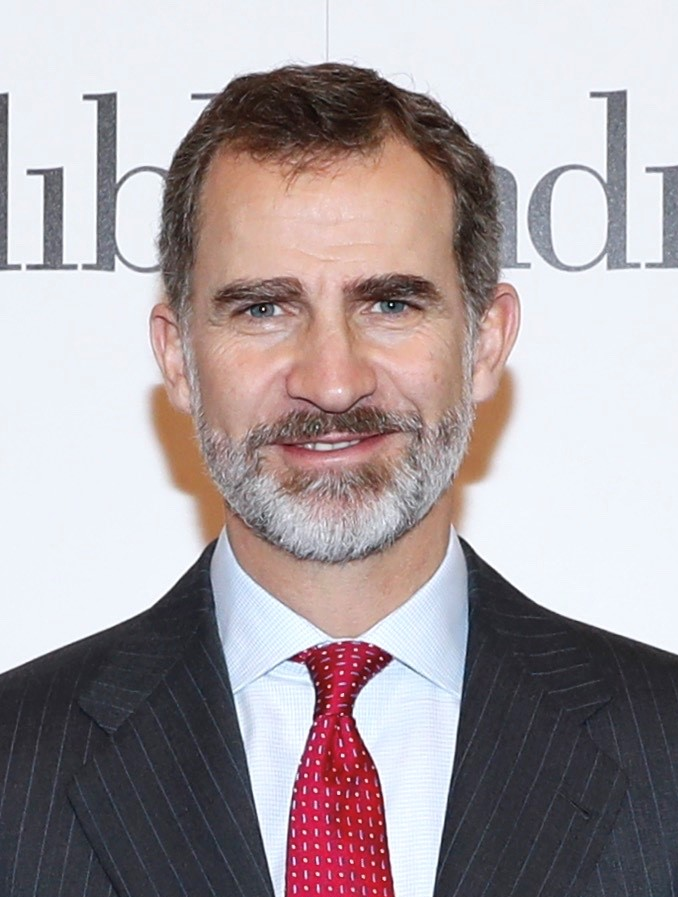
El rei Felip VI, xiulat 4 vegades consecutives a la final de la copa del rei (2015-2018).

Com d'habitud, la previsible xiulada va encetar un polèmic debat sobre els límits de la llibertat d'expressió dies abans que es disputés la final el 21 d'abril. En aquesta ocasió, foren les contundents declaracions de Javier Tebas, president de la Lliga de primera divisió de futbol, les que van emplenar els primers titulars, reclamant la suspensió del partit en cas de produir-se la previsible xiulada i fins i tot l'aplicació de l'article 155 a la final en cas de necessitat.
Diversos polítics i intel·lectuals van replicar seguidament a les declaracions de Tebas, com per exemple l'escriptor Daniel Vázquez Sallés, amb un contundent «a qui haurien de suspendre és a ell [Tebas]», condemnant el fet que el president de la lliga hagués sigut membre del partit d'extrema dreta Fuerza Nueva i no només no renegués del seu passat «sinó que d'alguna forma el reivindica».
Així mateix, el president del FC Barcelona Josep Maria Bartomeu va sortir a la defensa de la previsible xiulada degut al delicat context polític de Catalunya, intervinguda, amb presos polítics i exiliats, tot argumentant que «quan una afecció xiula, protesta per actituds contra el poble de Catalunya» i va reclamar també «respecte per les nostres institucions; per la llibertat d'expressió; pel dret a decidir de tots els pobles; per les majories i minories; per la discrepància».
A diaris com El Mundo es podia llegir que la final s'havia «convertit en un partit tòxic [i] en una cita per la vergonya». Des del rotatiu es condemnava així mateix la significativa absència institucional, que deixava al rei encara més sol davant la xiulada i recalcava que tot això «són part dels símptomes d'una situació que avergonya més que no pas enorgulleix», en referència al fet que ni l'alcaldessa de Barcelona Ada Colau ni la de Madrid Manuela Carmena assistissin a la final, aquesta última per solidaritat amb la decisió de Colau, que havia decidit no anar-hi degut al controvers context polític. Per altra banda, el president de Catalunya Carles Puigdemont es trobava exiliat a Brussel·les i la presidenta de Comunitat de Madrid Cistina Cifuentes, atrapada enmig d'un escàndol de corrupció, tampoc hi assistia.
Sumant-se a la polèmica, el ministre de l'Interior espanyol Juan Ignacio Zoido també hi va dir la seva assegurant al diari Marca que xiular l'himne espanyol «és una violència que cal erradicar», i el seu ministeri vinculava la xiulada al terrorisme, avisant literalment a l'afició culer mitjançant Twitter de que «el codi penal concreta que és considerat delicte de terrorisme».
La xiulada
Totes les previsions es van complir i l'himne espanyol fou xiulat de nou per part de l'afecció culer, ubicada en un dels gols i part dels laterals del Wanda Metropolitano. Fou el cinquè cop consecutiu que la Marxa Reial i el rei foren esbroncats en una final de la copa del rei.
El diari Público va titllar la xiulada de «monumental» i El Mundo ho confirmava reconeixent que «hi va haver estelades i tota la llibertat d'expressió per faltar el respecte a l'himne nacional». Per altra banda, El Nacional, destacava el mèrit de la xiulada, qualificant-la d'«ensordidora» malgrat la «decisió de la Reial Federació Espanyola de Futbol de pujar la megafonia per sobre dels 100 decibels».
Confiscació de samarretes grogues
En aquesta ocasió, a més de les habituals estelades per defensar la independència de Catalunya, l'estadi madrileny es va emplenar també de color groc per demanar la llibertat dels presos polítics catalans: Jordi Sánchez, Jordi Cuixart i el Govern empresonat de la Generalitat.
La gran majoria d'afeccionats culers van poder accedir a les grades del Wanda Metropolitano sense problemes. No obstant, hi va haver denúncies per confiscació de samarretes, banderes, pancartes i xiulets, que foren requisats pel personal de seguretat de l'estadi i la policia nacional. Segons es va reconèixer al programa radiofònic La transmissió d'en Puyal o a TV3, les samarretes grogues amb l'eslògan "Ara és l'hora" foren les més confiscades als controls d'accés a l'estadi. També, les xarxes socials van difondre un vídeo amb un guarda de seguretat que requisava una bufanda groga a un culer, fet que va causar indignació i va convertir el vídeo en un fenomen viral. En total, es calcula que la policia va decomisar més de 200 samarretes grogues als afeccionats blaugranes.
La confiscació arbitrària de material groc fou denunciada per l'Assemblea Nacional Catalana, que també va condemnar mitjançant Twitter que «el govern espanyol també decideix com s'ha d'anar vestit a la final de la copa». El coordinador general d'Izquierda Unida Alberto Garzón es va sumar a les crítiques titllant els fets d'«atemptat a la democràcia» i va lamentar l'incident tot afirmant que «prohibir l'entrada de samarretes a un estadi de futbol pel seu color o missatge polític implica un atemptat contra els drets fonamentals».

### Xiulada a La Cartuja (2025)
| FC Barcelona 3 | Final de la Copa del Rei de 2025 Estadi: La Cartuja Data: 26 d'abril de 2025 | Reial Madrid CF 2 |
| -------------- | ---------------------------------------------------------------------------- | ----------------- |

El 2025 Barça i el Reial Madrid es van enfrontar en un nou clàssic que es va decantar a favor del Barça en el minut 116 de la pròrroga amb un gol de Koundé, quedant el marcador final amb un 3 a 2 a favor del Barça, que sumava al palmarès la seva 32a copa. En aquesta ocasió l'autoritat xiulada fou Felip VI, que s'havia desplaçat a Sevilla des de Roma, on el matí havia assisit al funeral del Papa Francesc.
Valoracions
Sobre la xiulada, TV3 va comentar que els més de 26.000 aficionats del Barça que s'havien desplaçat a Sevilla havien «boicotejat un dels moments més simbòlics del torneig en un acte reivindicatiu i de protesta contra la corona espanyola», afegint que «l'himne d'Espanya […] ha quedat entelat pels xiulets de l'afició blaugrana desplaçada a Sevilla», i tot i això malgrat que la Reial Federació Espanyola de Futbol havia fet grans esforços instal·lant potents dispositius sonors. Tampoc els càntics del Madrid van poder impedir la xiulada, quedant diluïts per la sonora xiulada dels blaugrana. Per altra banda, El Nacional va qualificar la xiulada de «monumental», afirmant que «la xiulada de l'afició blaugrana ha aconseguit superar en decibels als càntics dels madridistes, recuperant ja una tradició en aquestes finals». Pel que fa a Vilaweb, va resumir l'esbroncada al rei declarant que es va tractar d'una «xiulada descomunal mentre sonava l'himne d'Espanya de fons, que gairebé no s’ha pogut ni sentir».

## Altres xiulades destacades
- 1989: xiulada durant la inauguració de l'Estadi Olímpic de Montjuïc. Joan Carles I fou xiulat i escridassat.
- 2010: final de la Copa del rei de bàsquet entre el Barcelona i el Madrid, celebrada a Bilbao. La gran majoria d'espectadors del Bizkaia Arena de Bilbao va xiular els monarques, Joan Carles I i Sofia de Grècia, i es van entendre també crits de «fora, fora». La xiulada va durar 35 segons, que és el temps que va sonar l'himne espanyol.[3]
- 2013: Xiulada durant la inauguració del Mundial de Natació a Barcelona.[7]
- 2013: Xiulada a la final de la copa del Rei de bàsquet, que es va jugar al pavelló Fernando Buesa Arena de Vitòria el 10 de febrer de 2013. L'organització va optar per reproduir la versió més breu de l'himne, de amb prou feines 20 segons. No obstant, la potent megafonia va ser incapaç de silenciar els xiulets.[63][64]
- 2015: Xiulada a la final de la copa del rei de bàsquet.[65]

## Historial de xiulades en competicions esportives
| Any                     | Equip guanyador | Resultat       | Equip perdedor        | Seu                            | Autoritat xiulada | Durada de la xiulada | Notes          |
| Partit amistós          | Partit amistós  | Partit amistós | Partit amistós        | Partit amistós                 | Partit amistós    | Partit amistós       | Partit amistós |
| ----------------------- | --------------- | -------------- | --------------------- | ------------------------------ | ----------------- | -------------------- | -------------- |
| 1925                    | FC Barcelona    | 3 - 0          | Club Esportiu Júpiter | Camp de les Corts (Barcelona)  | Primo de Rivera   | -                    | [ 2 ]          |
| Copa del rei de futbol  |                 |                |                       |                                |                   |                      |                |
| 2009                    | FC Barcelona    | 4 - 1          | Athletic Club         | Mestalla (València)            | Joan Carles I     | 50 s                 | [ 9 ]          |
| 2011                    | Reial Madrid CF | 1 - 0          | FC Barcelona          | Mestalla (València)            | Joan Carles I     | -                    |                |
| 2012                    | FC Barcelona    | 3 - 0          | Athletic Club         | Vicente Calderón (Madrid)      | Príncep Felip     | 27 s                 |                |
| 2014                    | Reial Madrid CF | 2 - 1          | FC Barcelona          | Mestalla (València)            | Joan Carles I     |                      |                |
| 2015                    | FC Barcelona    | 3 - 1          | Athletic Club         | Camp Nou (Barcelona)           | Felip VI          | 48 s                 | [ 4 ]          |
| 2016                    | FC Barcelona    | 2 - 0          | Sevilla C. F.         | Vicente Calderón (Madrid)      | Felip VI          | -                    | [ 66 ]         |
| 2017                    | FC Barcelona    | 3 - 1          | Deportivo Alavés      | Vicente Calderón (Madrid)      | Felip VI          | -                    |                |
| 2018                    | FC Barcelona    | 5 - 0          | Sevilla C. F.         | Wanda Metropolitano (Madrid)   | Felip VI          | -                    |                |
| 2025                    | FC Barcelona    | 3 - 2          | Reial Madrid CF       | La Cartuja (Sevilla)           | Felip VI          | -                    |                |
| Copa del rei de bàsquet |                 |                |                       |                                |                   |                      |                |
| 2010                    | FC Barcelona    | 80 - 61        | Reial Madrid CF       | Bizkaia Arena (Bilbao)         | Joan Carles I     | -                    |                |
| 2013                    | FC Barcelona    | 85 - 69        | València Basket       | Fernando Buesa Arena (Vitòria) | Joan Carles I     | -                    |                |